# Boley (Oklahoma)
Pour les articles homonymes, voir Boley.
Boley est une municipalité américaine située dans le comté d'Okfuskee en Oklahoma. Lors du recensement de 2010, sa population est de 1 184 habitants. La municipalité s'étend alors sur une superficie de 1,65 mille carré (4,27 km2).

## Histoire

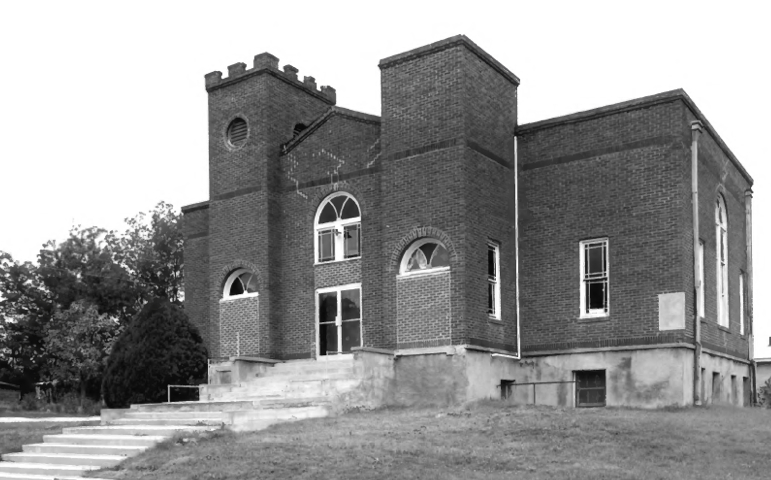
L'église baptiste Antioch vers 1974.

Fondée en 1903, Boley fait partie des villes fondées en Oklahoma par d’anciens esclaves après la guerre de Sécession et appelées « villes noires » (en anglais : black towns). Nommée d'après J. B. Boley du Fort Smith and Western Railway, elle devient une municipalité en 1905. Elle devient l'une des villes afro-américaines les plus dynamiques du pays,. Sa population commence à fortement décroitre à la suite de la Grande Dépression puis de la Seconde Guerre mondiale : passant de 1 154 habitants en 1920 à 423 en 1980.
Boley conserve aujourd’hui encore une population majoritairement afro-américaine. Pour cette raison, la municipalité tend vers le Parti démocrate dans un État pourtant largement acquis aux républicains.
Le centre commerçant de Boley est inscrit au Registre national des lieux historiques. Ce quartier historique comprend 14 bâtiments construits en 1903 et 1921 : l'église baptiste Antioch, l'église Frame, la loge maçonnique, la banque des fermiers et marchands, la banque et société fiduciaire de Boley, la pharmacie Turner, le magasin de vêtements Tieul, l'ancienne centrale électrique, le château d'eau ainsi que les bâtiments d'Oliver, de Watson, de Cozine, de T. L. Wood et de T. M. Haynes.